# Minardi PS02
Chronologie des modèles (2002)
Minardi PS01 Minardi PS03
La Minardi PS02 est la monoplace de Formule 1 engagée par la Scuderia Minardi lors de la saison 2002 de Formule 1. Elle est pilotée par le Malaisien Alex Yoong, l'Australien Mark Webber qui fait ses débuts en Formule 1 et l'Anglais Anthony Davidson, qui remplace Yoong pendant deux Grands Prix. Les pilotes d'essais sont le Brésilien Tarso Marques, l'Italien Matteo Bobbi, le Russe Sergey Zlobin et le Slovaque Jirko Malchárek. La Minardi PS02 abandonne le moteur Cosworth de la saison précédente et est équipée d'un moteur Asiatech, qui est une évolution du V10 Peugeot utilisé par Prost Grand Prix en 2000.

## Historique
La saison commence par une cinquième place du débutant Mark Webber lors de son Grand Prix national et une septième place d'Alex Yoong, profitant du carambolage de début de course qui a contraint à l'abandon la plupart des pilotes. Avec le concours des organisateurs de la course, le directeur de l'écurie Paul Stoddart et son pilote australien fêtent leur performance sur le podium après la cérémonie officielle.
Le Grand Prix suivant en Malaisie est marqué d'un double abandon des Minardi, puis survient une non-qualification de Yoong à Saint-Marin. L'écurie italienne ne participe pas au Grand Prix suivant en Espagne où les ailerons avant et arrière des deux monoplaces sont défaillants. Alex Yoong ne se qualifie pas pour les Grands Prix de Grande-Bretagne et d'Allemagne. Paul Stoddart décide alors de le remplacer par Anthony Davidson pour les deux Grands Prix suivants, mais le pilote britannique abandonne aux deux épreuves : il rend donc son baquet à Yoong.
La Scuderia Minardi termine neuvième du championnat du monde des constructeurs avec deux points marqués par Mark Webber.

## Résultats en championnat du monde de Formule 1
| Saison | Écurie              | Moteur            | Pneus    | Pilotes          | Courses | Courses | Courses | Courses | Courses | Courses | Courses | Courses | Courses | Courses | Courses | Courses | Courses | Courses | Courses | Courses | Courses | Points inscrits | Classement |
| Saison | Écurie              | Moteur            | Pneus    | Pilotes          | 1       | 2       | 3       | 4       | 5       | 6       | 7       | 8       | 9       | 10      | 11      | 12      | 13      | 14      | 15      | 16      | 17      | Points inscrits | Classement |
| ------ | ------------------- | ----------------- | -------- | ---------------- | ------- | ------- | ------- | ------- | ------- | ------- | ------- | ------- | ------- | ------- | ------- | ------- | ------- | ------- | ------- | ------- | ------- | --------------- | ---------- |
| 2002   | KL Minardi Asiatech | Asiatech AT02 V10 | Michelin |                  | AUS     | MAL     | BRÉ     | SMR     | ESP     | AUT     | MON     | CAN     | EUR     | GBR     | FRA     | ALL     | HON     | BEL     | ITA     | USA     | JAP     | 2               | 9e         |
| 2002   | KL Minardi Asiatech | Asiatech AT02 V10 | Michelin | Alex Yoong       | 7e      | Abd     | 13e     | Nq      | Np      | Abd     | Abd     | 14e     | Abd     | Nq      | 10e     | Nq      |         |         | 13e     | Abd     | Abd     | 2               | 9e         |
| 2002   | KL Minardi Asiatech | Asiatech AT02 V10 | Michelin | Anthony Davidson |         |         |         |         |         |         |         |         |         |         |         |         | Abd     | Abd     |         |         |         | 2               | 9e         |
| 2002   | KL Minardi Asiatech | Asiatech AT02 V10 | Michelin | Mark Webber      | 5e      | Abd     | 11e     | 11e     | Np      | 12e     | 11e     | 11e     | 15e     | Abd     | 8e      | Abd     | 16e     | Abd     | Abd     | Abd     | 10e     | 2               | 9e         |

Légende : ici 